# الدوري الجنوبي لكرة القدم 1947–48
الدوري الجنوبي لكرة القدم 1947–48 (بالإنجليزية: 1947–48 Southern Football League)‏ هو موسم من الدوري الجنوبي الممتاز. فاز فيه نادي ميرثير تيدفيل ‏.